# 戈德弗魯瓦二世 (下洛林)
戈德弗魯瓦二世 （法語：Godefroid II de Verdun 或 Godefroid I er de Basse-Lotharingie，约965年—1023年9月26日），阿登家族成員，凡爾登伯爵戈特弗里德一世與薩克森公爵赫爾曼·比隆的女兒薩克森的瑪蒂爾德的次子，凡爾登伯爵腓特烈的弟弟、洛林公爵戈特隆一世的兄長。下洛林公爵（1012年至1023年在位）。
1012年，羅馬人民的國王亨利二世任命他為下洛特林公爵，代替已經去世七年的前公爵奧東一世，作為保護神聖羅馬帝國西部免受法蘭西王國侵害的政策的一部分。
由於戈德弗魯瓦二世出身自上洛林公國而不是下洛林公國，因此他能夠致力於國王的利益而不是下洛林公國貴族的利益，並且他針對帝國可能的敵人進行各種戰役。戈德弗魯瓦二世與他的兄弟布拉班特帕古斯赫爾曼一起，在1015年的弗洛倫斯戰役中對抗雷尼爾家族（埃諾伯爵雷尼耶五世和魯汶伯爵蘭貝特一世），並在1018年的弗拉爾丁恩戰役中對抗荷蘭伯爵德克三世。康布雷主教編年史在1017年的條目中公開抱怨亨利二世自己的妻子盧森堡的庫妮根德的姐妹們正在煽動對神聖羅馬帝國的反抗。叛軍中的梅斯伯爵格哈德是庫妮根德的妹夫，荷蘭伯爵德克三世是庫妮根德的外甥，其他的叛亂貴族都是庫妮根德的兄長，如莫瑟爾高伯爵盧森堡的腓特烈丶特里爾大主教阿達爾貝羅、梅斯主教蒂埃里二世和巴伐利亞公爵亨利五世（1009年被廢黜）。亨利二世最終的繼承人是格哈德伯爵的侄子康拉德二世。
法國權貴，特別是佛蘭德伯爵的持續介入也使下洛林公國的衝突變得更加複雜。佛蘭德和下洛林之間的邊界是斯海爾德河，但佛蘭德伯爵在此期間成為河兩岸的領主。在戈德弗魯瓦二世的統治下，他的兩個兄弟被任命為斯海爾德河堡壘的藩侯，負責特別的藩侯國領地。弟弟戈特隆成為在安特衛普的安特衛普藩侯，赫爾曼的總部設在埃納姆。這個家族位於上洛林的凡爾登伯國則落入了另一位兄長腓特烈的手中。在無子嗣的戈德弗魯瓦二世逝世後，戈特隆成為下洛林和上洛林的公爵。
1006年，蘭貝特一世成為強大的佛蘭德伯爵的盟友，他們成功地在斯海爾德河以東的帝國境內站穩腳。為此，亨利二世皇帝將蘭伯特的兒子扣為人質。佛蘭德伯國進入洛塔林吉亞是一個重大轉折點，平衡阿登家族的權力，並為蘭貝特和他自己的家族提供一個新的長期盟友。
1013年，戈德弗魯瓦二世和赫爾曼在胡哈爾登守衛列日親王國的利益，抵禦魯汶伯爵蘭貝特一世的進攻，結果被擊敗。赫爾曼被擒並被那慕爾伯爵羅貝爾二世拘留。由於羅貝爾二世的母親艾爾門加德（前下洛特林公爵夏爾一世的女兒）代表他進行談判，羅貝爾二世很快就被釋放，艾爾門加德也獲得帝國對羅貝爾二世的寬恕。
1015年9月12日，戈德弗魯瓦二世在弗洛雷訥擊敗蘭貝特一世及其侄子埃諾伯爵雷尼爾五世，殺死蘭貝特一世並迫使雷尼爾五世講和。戈德弗魯瓦二世的表弟康布雷主教傑拉德出於和平的考慮，不情願地允許赫爾曼的女兒嫁給雷尼爾五世。
1017年，戈德弗魯瓦二世在一場顯然以司法決鬥開始的戰鬥中擊敗蘭貝特一世的親密盟友格哈德伯爵，儘管康布雷主教的編年史表明這場戰鬥最初是格哈德計劃的一次突襲。格哈德的兒子齊格飛被俘，其後去世。與格哈德一起的還有未來的國王康拉德二世，他是格哈德伯爵的妹妹梅斯的阿德萊德的兒子，據說阿德萊德亦受傷。1018年，戈德弗魯瓦二世和格哈德被迫和解 。
1018年晚些時候，戈德弗魯瓦二世在率領帝國軍隊對抗另一位叛軍荷蘭伯爵德克三世時慘敗並被俘。德克的母親和格哈德的妻子一樣，都是皇帝妻子庫妮根德的妹妹。
1023年，戈德弗魯瓦二世去世無嗣，由他弟弟戈特隆一世繼承爵位。